# Olivierus parthorum
Espèce
Synonymes
- Buthus parthorum Pocock, 1889
- Afghanobuthus naumanni Lourenço, 2005

Olivierus parthorum est une espèce de scorpions de la famille des Buthidae.

## Distribution
Cette espèce se rencontre dans le Nord-Est de l'Iran, en Afghanistan et dans le Sud du Turkménistan,.

## Description
L'holotype mesure 71 mm.
Les mâles mesurent de 55 à 64 mm et les femelles de 70 à 85 mm.

## Systématique et taxinomie
Cette espèce a été décrite sous le protonyme Buthus parthorum par Pocock en 1889. Elle est considérée comme une sous-espèce de Buthus caucasicus par Birula en 1897. Elle suit son espèce dans le genre Mesobuthus en 1950. Elle est élevée au rang d'espèce par Fet, Kovařík, Gantenbein, Kaiser, Stewart et Graham en 2018 qui dans le même temps placent Afghanobuthus naumanni en synonymie. Elle est placée dans le genre Olivierus par Kovařík en 2019.

## Étymologie
Son nom d'espèce lui a été donné en référence au lieu de sa découverte, la Parthie.

## Publication originale
- Pocock, 1889 : « Arachnida, Chilopoda, and Crustacea. On the zoology of the Afghan Delimitation Commission. » Transactions of the Linnaean Society of London, Zoology, sér. 2, vol. 5, p. 110-121 (texte intégral).